# Sarakhs
Sarakhs est une ville située au nord-est de l'Iran, dans la province du Khorasan-e-razavi, à la frontière avec le Turkménistan, où se trouve la ville jumelle de Serakhs. Elle faisait partie des villes de la route de la soie. Détruite en 1220 par les Mongols, elle n'a été reconstruite qu'au XIXe siècle par le shah Nasseredin, dont le nom a ensuite été accolé à celui de la ville pendant une cinquantaine d'années.
À 45 km de la ville se trouve le caravansérail Ribate Charaf qui date du XIIe siècle.

## Lieux
- Mausolée de Baba Loghman